# Cleidogona saripa
Cleidogona saripa är en mångfotingart som beskrevs av Ottis Robert Causey 1961. Cleidogona saripa ingår i släktet Cleidogona och familjen Cleidogonidae. Inga underarter finns listade i Catalogue of Life.